# Книга шифров
«Книга шифров. Тайная история шифров и их расшифровки» (англ. The Code Book: The Science of Secrecy from Ancient Egypt to Quantum Cryptography) — это книга британского научно-популярного писателя Саймона Сингха об истории развития различных способов шифрования начиная с древних времен и до наших дней, о непрекращающейся борьбе шифровальщиков и дешифровальщиков, об исторических интригах и военных тайнах.
В книге рассказывается о том, что секретная передача информации может осуществляться двумя путями:
- Стеганография: скрыть сам факт наличия какого-либо сообщения (например симпатические чернила, микроточка);
- Криптография: скрыть смысл сообщения — процесс, известный как шифрование.

В свою очередь криптография может быть разделена на два направления: перестановка и замена.
В свою очередь замена может быть разделена на два направления: замена слов (код) и замена букв (шифр)
Стеганография и криптография являются независимыми, но для обеспечения максимально возможной секретности, чтобы и зашифровать и скрыть сообщение, можно использовать их совместно.
|           |   |               |   |              |   | Код (замена слов)  |
|           |   | СТЕГАНОГРАФИЯ |   |              | ↗ |                    |
|           | ↗ |               |   | Замена       |   |                    |
| Тайнопись |   |               | ↗ |              | ↘ | Шифр (замена букв) |
|           | ↘ | КРИПТОГРАФИЯ  |   |              |   |                    |
|           |   |               | ↘ |              |   |                    |
|           |   |               |   | Перестановка |   |                    |

В книге рассказывается история криптографии, которая прошла в своем развитии этапы, начиная с использования древнейших механических устройств (например, скитала, диск Энея) и простых способов шифрования посредством моноалфавитных шифров (см.например, Шифр Цезаря, Квадрат Полибия), затем появление в средние века полиалфавитных шифров (см.например, Шифр Виженера), в середине XX веке к использованию электромеханических устройств шифрования (см.например, Энигма), во второй половине XX века математической криптографии (см.например, RSA, DES, ГОСТ 28147-89) и до современных способов защиты.
Из авторского «Вступления» к книге:
«Стремление обеспечить секретность означало, что в государствах функционировали подразделения, создающие коды и шифры и отвечающие за обеспечение секретности связи путём разработки и использования самых надежных шифров. А в то же самое время дешифровальщики врага старались раскрыть эти шифры и выведать секреты. Дешифровальщики являли собой алхимиков от лингвистики − племя колдунов, пытающихся с помощью магии получить осмысленные слова из бессмысленного набора символов. История кодов и шифров − это многовековая история поединка между создателями шифров и теми, кто их взламывает, интеллектуальная гонка вооружений, которая оказала разительное влияние на ход истории.»